# Aeroportul Thandwe
Aeroportul Thandwe (IATA: SNW, ICAO: VYTD) este un aeroport din Rakhine State⁠(d), Myanmar ce deservește zona Thandwe⁠(d). A fost numit după zona deservită.
Situat la o altitudine de 6 m, aeroportul dispune de o singură pistă.